# Ponte Eiffel (Ungheni)
A ponte Eiffel  é uma ponte ferroviária sobre o rio Prut, que liga as localidades de Ungheni na Moldávia e Ungheni (Iași) na Roménia.
A ponte foi construída entre 1876 e 1877 sob projeto do engenheiro francês Gustave Eiffel. A ponte foi inaugurada em 21 de abril de 1877, apenas três dias antes de a Rússia declarar guerra ao Império Otomano na Guerra Russo-Turca de 1877 a 1878, pelo que o Império Russo pretendia ter acesso ao Mediterrâneo. 
Satisfeito com a qualidade da ponte, o autarca de Iaşi, Scarlat Pastia trouxe de novo Eiffel para construir em 1882 o Grande Hotel Traian na cidade.
A ponte tornou-se conhecida pelos eventos ocorridos em 6 de maio de 1990, conhecido como "ponte das flores". Milhares de romenos e de moldavos separados pela fronteira reuniram-se depois de longos anos de distanciamento.

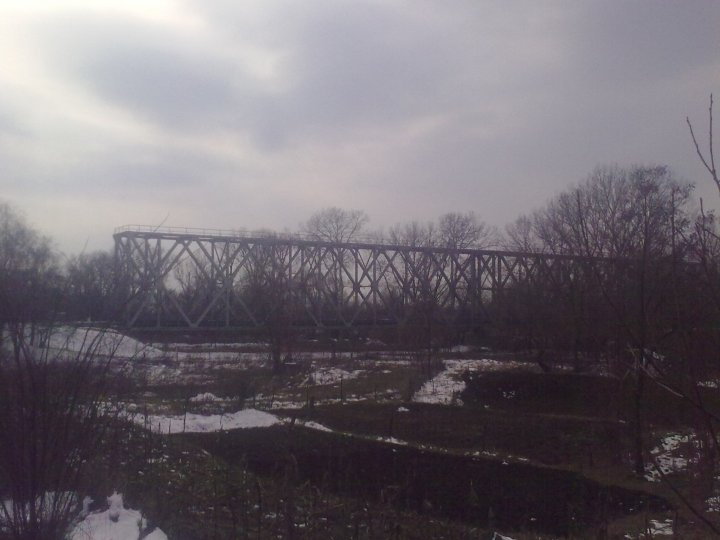
Imagem da ponte